# Mihai Mălaimare
Mihai Mălaimare (n. 27 august 1950, Botoșani, România) este un actor de teatru și film, director al Teatrului Masca, fost deputat în legislaturile 2000-2004 pe listele PDSR și 2004-2008 pe listele PSD. Până în 2013, Mihai Mălaimare a fost membru al Consiliului Național al Audivizualului (C.N.A.). În cadrul activității sale parlamentare, în legislatura 2000-2004, Mihai Mălaimare a fost membru al grupurilor parlamentare de prietenie cu Bosnia și Herțegovina, Republica Finlanda, Statul Israel și Republica Orientală a Uruguayului. În legislatura 2004-2008, Mihai Mălaimare a fost membru al grupurilor parlamentare de prietenie cu Republica Bulgaria, Republica Austria și Muntenegru.    
Actorul Mihai Mălaimare a fost decorat la 13 decembrie 2002 cu Ordinul național Serviciul Credincios în grad de Cavaler, alături de alți actori, „pentru devotamentul și harul artistic puse în slujba teatrului românesc, cu prilejul împlinirii unui veac și jumătate de existență a Teatrului Național din București”.
Este tatăl directorului de imagine Mihai Mălaimare Jr.

## Filmografie
- Explozia (1972)
- Proprietarii (1973)
- Filip cel bun (1975)
- Tufă de Veneția (1977)
- Nea Mărin miliardar (1979)
- Falansterul (1979)
- Ora zero (1979)
- Rețeaua S (1980)
- Grăbește-te încet (1982)
- Întîlnirea (1982)
- Căruța cu mere (1983)
- Sosesc păsările călătoare (1985)
- Mușchetarii în vacanță (1985)
- Secretul lui Nemesis (1987)
- Totul se plătește (1987)
- Uimitoarele aventuri ale muschetarilor (1988) – voce
- Un studio în căutarea unei vedete (1989)
- Șobolanii roșii (1991)
- Turnul din Pisa (2002)

• Întoarcerea magilor (2016)

## Imagini

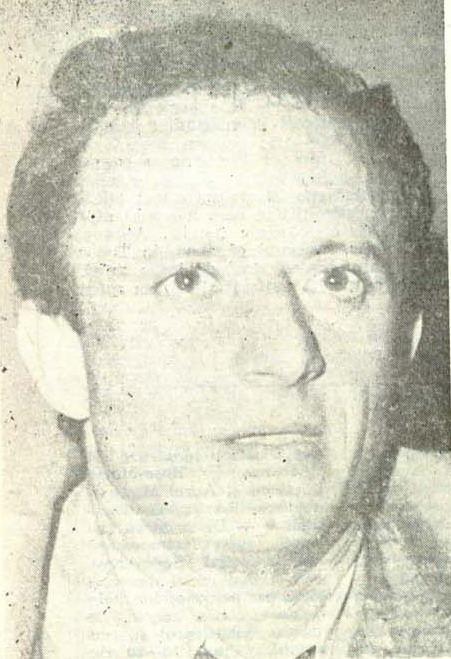
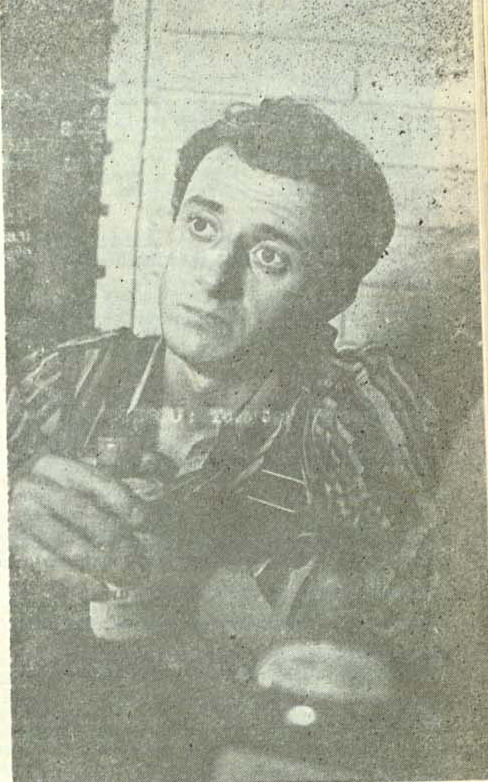